# 维萨利·古马迪
维萨利·古马迪（英語：Vrushali Gummadi，1998年2月3日—），印度女子羽毛球運動員。

## 簡歷
2018年9月，维萨利·古马迪出戰波蘭羽毛球國際賽，拿得女子單打比賽亞軍。同年11月，她又在印度羽毛球國際挑戰賽，拿得女子單打比賽亞軍。

## 主要比賽成績
| 年份   | 賽事                 | 公開賽級別 | 項目     | 成績 |
| ------ | -------------------- | ---------- | -------- | ---- |
| 2018年 | 波蘭羽毛球國際賽     | 國際系列賽 | 女子單打 | 亞軍 |
| 2018年 | 印度羽毛球國際挑戰賽 | 國際挑戰賽 | 女子單打 | 亞軍 |

| 2007-2017年 | 首要超級賽 | 超級賽 | 黃金大獎賽 | 大獎賽 | 國際挑戰賽 | 國際系列賽 | 未來系列賽 | 其他 |

| 2018-2026年 | 總決賽 | 超級1000賽 | 超級750賽 | 超級500賽 | 超級300賽 | 超級100賽 | 國際挑戰賽 | 國際系列賽 | 未來系列賽 | 其他 |